# Resedawitje
Het resedawitje (Pontia daplidice) is een dagvlinder uit de familie Pieridae (witjes).

## Uiterlijk
Het resedawitje is een middelgroot, zwartgevlekt witje met op de onderkant van de achtervleugels een opvallende fijn groen gemarmerde tekening. Qua uiterlijk is deze soort niet te onderscheiden van het oostelijk resedawitje (Pontia edusa). Beide soorten hebben wel een verschillend leefgebied.

## Voorkomen
Het oostelijk resedawitje leeft vanaf Zuidoost-Frankrijk en Midden-Europa verder naar het oosten. Het resedawitje leeft ten westen van deze gebieden. Beiden hebben een voorkeur voor warme gebieden, ruige bermen en steengroeven. Ze leven in kolonies. In Nederland is het resedawitje uiterst zeldzaam.

## Levenswijze
Ze vliegen van maart tot in oktober in meerdere generaties per jaar, afhankelijk van het weer. De rupsen hebben voornamelijk resedasoorten als waardplanten. Ze worden ook wel gezien op raket en andere kleine kruisbloemigen.
De rups is vrij kleurrijk. Hij kan tot drie centimeter lang worden. Hij is groen met gele lengtestrepen en heel veel kleine zwarte stippen. De streep kan soms ook vrijwel rood zijn.

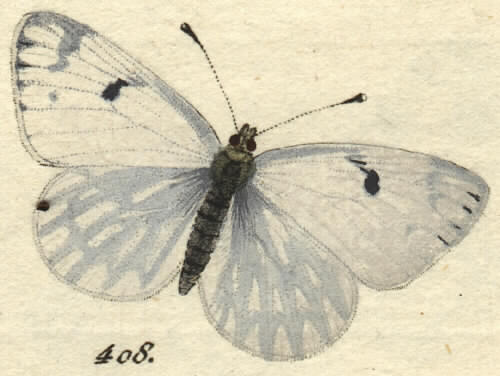
Tekening van het resedawitje door Jacob Hübner, 1800
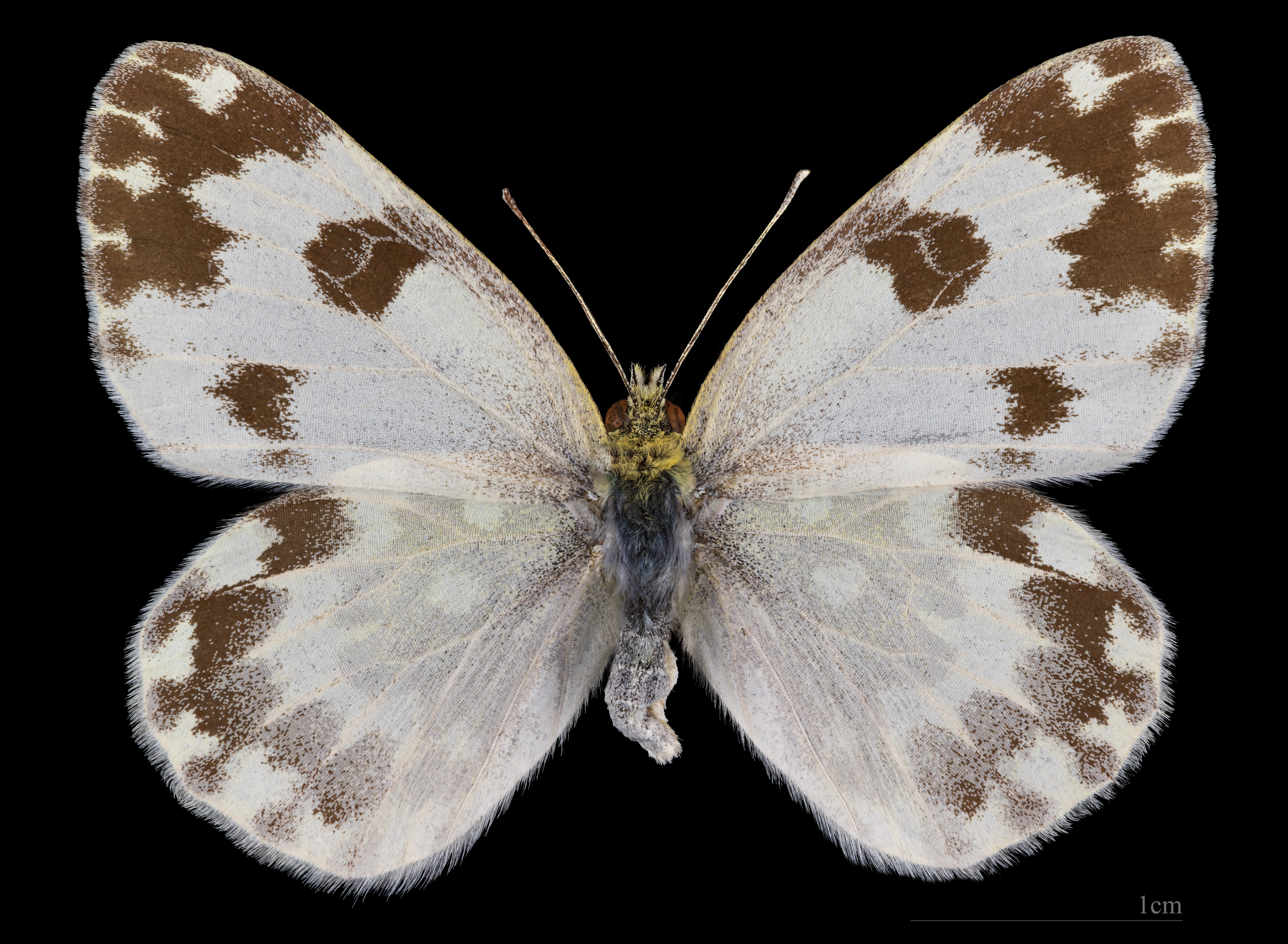
Pontia daplidice ♀
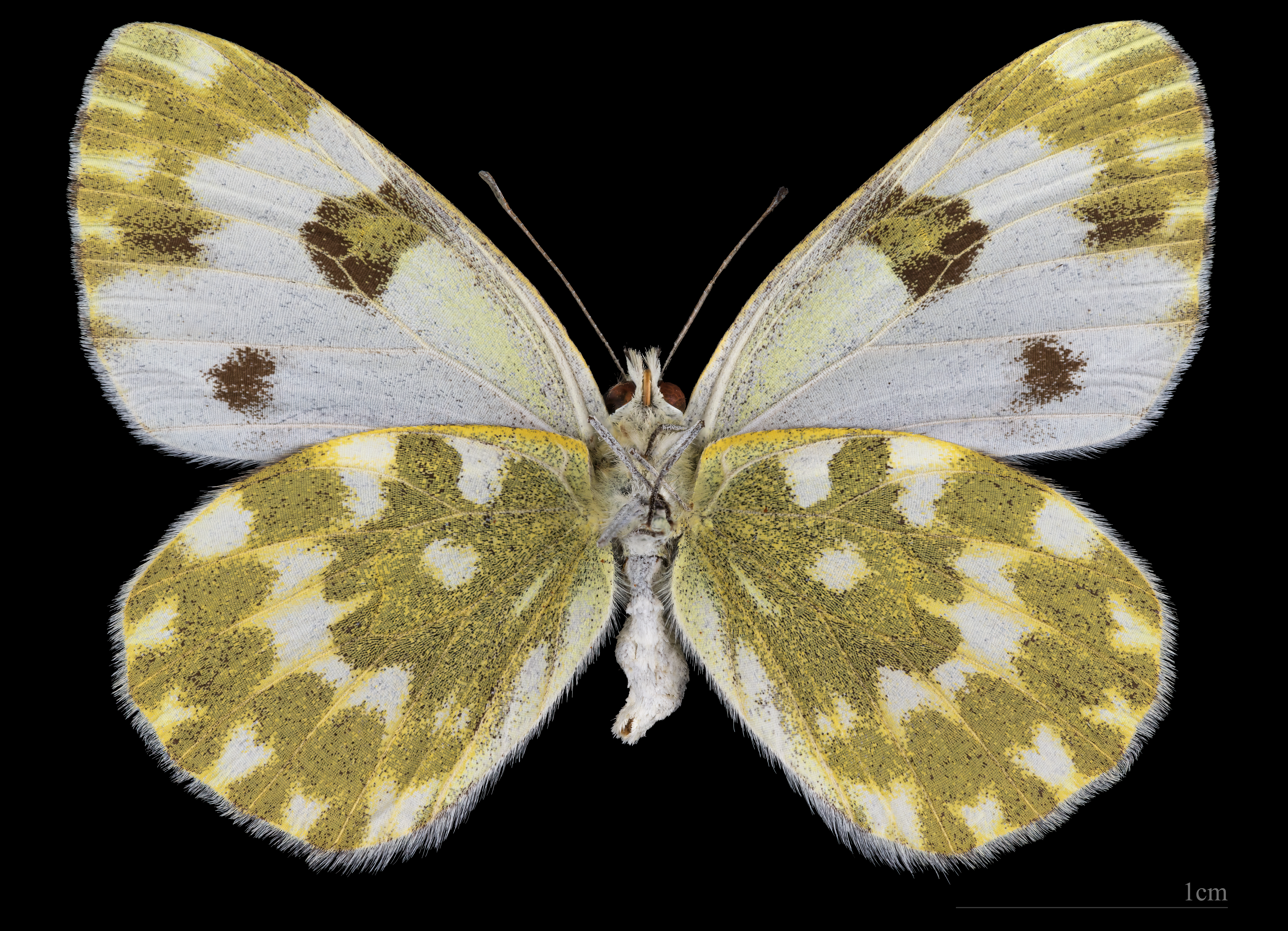
Pontia daplidice ♀  △